# 尼日尔广播电视局
尼日尔广播电视局（法語：Office de radiodiffusion et Télévision du Niger，简称）是西非国家尼日尔的国营广播电视播出机构。该机构运营着萨赫勒电视台、萨赫勒之声广播网络等机构。并接受尼日尔文化、艺术和传播部监督和资助。